# Zelotibia scobina
Zelotibia scobina is een spinnensoort uit de familie bodemjachtspinnen (Gnaphosidae). De soort komt voor in Congo.